# Церковь Воскресения Словущего (Воскресенское, Московская область)
Церковь Воскресения Словущего (Воскресенский храм) — православный храм Рузского благочиния Московской епархии, расположенный в деревне Воскресенское Рузского района Московской области.

## История
Церковь Воскресения в селе существовала издревле, но была разрушена в Смутное время и, лишь в 1699 году владельцем Воскресенского окольничим Михаилом Лихачёвым была начата и в 1701 году освящена новая деревянная церковь.
Современное здание церкви Воскресения словущего (Обновления храма Воскресения) возведена в 1792 году (по другим данным — в 1798 году — видимо, это даты начала и окончания строительства) на средства помещицы, Е. М. Матвеевой-Волковой.
После войны 1812 года осквернённая церковь была вновь освящена 22 декабря 1812 года.
В 1840-х годах, на средства А. А. Огаркова, построена трапезная с приделами иконы Божией Матери «Всех скорбящих Радость» и во имя Всех святых.
В 1937 году храм закрыли и разрушили. Возвращена верующим в 1998 году, реставрируется.